# AGV (fabricante de capacete)
AGV é uma fabrica italiana de capacete de motocicleta ativa no esporte de motocicleta . Foi fundada em 1947, por Gino Amisano e atualmente pertence à Investcorp . A marca AGV é bem conhecida no esporte de motocicleta .

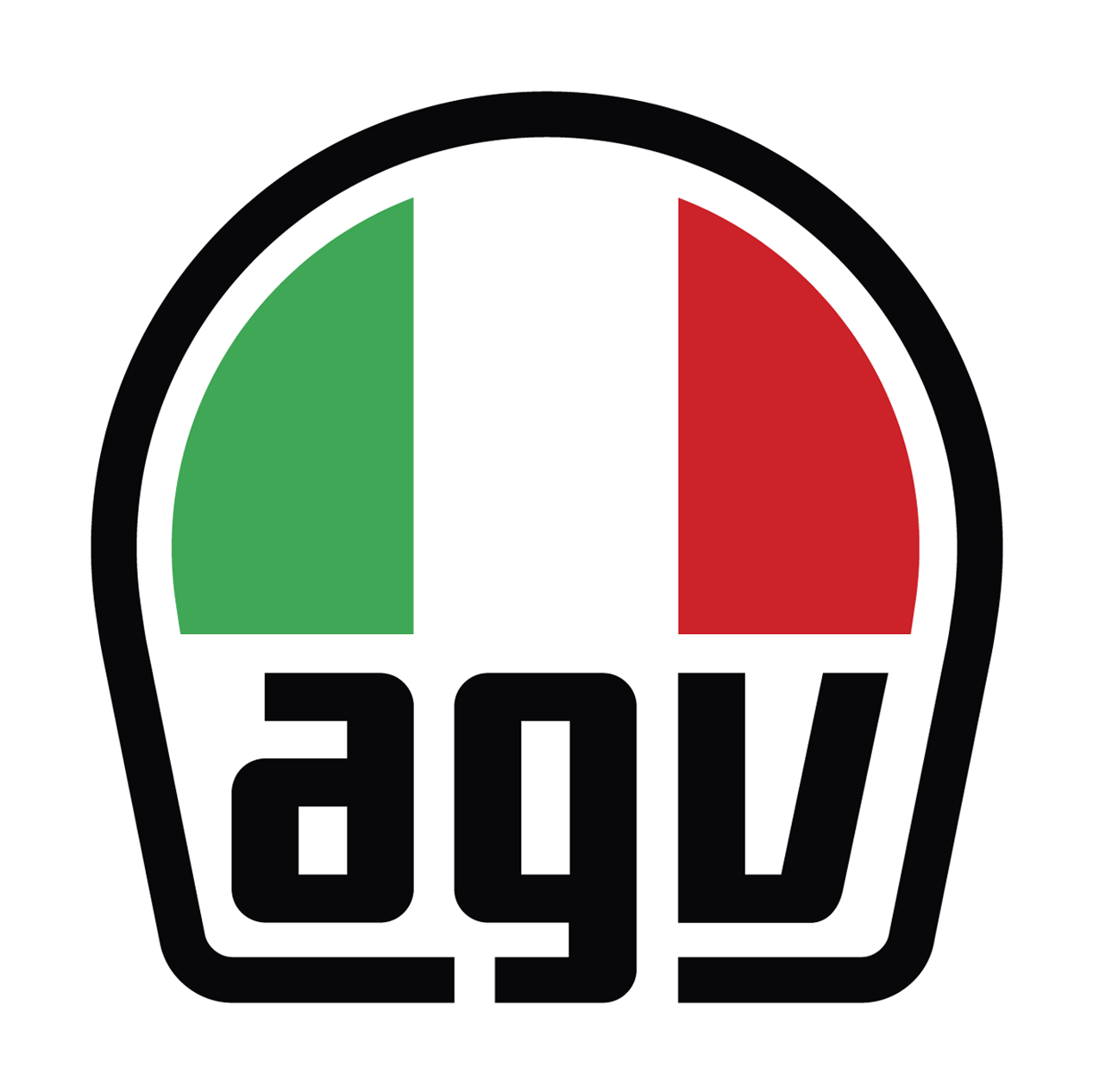
AGV logo

## Produtos
A AGV fábrica tem uma variedade de capacetes de motocicleta, incluindo modelos de corrida, esporte, turismo e off-road para capacetes modulares, capacetes a jato urbano e cruzadores de rosto aberto, usando vários materiais, incluindo fibra de carbono, aramida, fibra de vidro e termoplásticos.
Os capacetes AGV atuais são desenvolvidos com uma abordagem integrada de desenvolvimento e construção técnica que a empresa chama de protocolo AGV Extreme Safety, que segundo a AGV possui benefícios mensuráveis.

## História
A AGV foi fundada em 1947 por Amisano Gino (1920–2009). O nome da empresa é as iniciais de A misano G ino V alenza, nome de Amisano e Valenza, o local da empresa. O logotipo AGV é as iniciais em forma de capacete, nas cores da bandeira italiana.
A AGV fez inicialmente assentos de couro e selas de motocicleta, adicionando capacetes de couro para motociclistas um ano depois. A produção de capacetes veio à tona para a AGV quando eles começaram a fabricar capacetes de fibra de vidro em 1954. Foi quando a AGV começou a fazer acordos de patrocínio com motociclistas, incluindo Kenny Roberts, Barry Sheene, Johnny Cecotto, Steve Baker, Angel Nieto, Giacomo Agostini e Valentino Rossi .
Em 1958, a AGV começou a pendurar faixas publicitárias nas faixas mais fotografadas.  Um dos primeiros exemplos de colocação de produtos nos filmes foi Um lugar para amantes, de 1968, de De Sica .
AGV began sponsoring Formula One drivers such as Niki Lauda, Emerson Fittipaldi, Keke Rosberg, and Nelson Piquet in the early seventies. Valentino Rossi was made an honorary president of the company in 2008.
O AGV Helmets foi comprado pela empresa italiana de roupas e equipamentos esportivos Dainese em julho de 2007.  A Dainese foi adquirida pela Investcorp do Bahrain por 130 milhões de euros em 2014. Em 2017, a AGV começou a vender seu primeiro capacete modular de carbono total.

### Niki Lauda
Durante a corrida de Nürburgring da Fórmula 1 de 1976, o carro de Niki Lauda (1949–2019) subitamente virou à direita e colidiu com pedras. Lauda perdeu o capacete AGV e foi amarrado no carro enquanto o carro e a gasolina no chão pegavam fogo. A máscara da cabeça era mais fina nas áreas geralmente cobertas pelo capacete. Lauda estava gravemente queimado, especialmente em um lado da cabeça. Ele sobreviveu às queimaduras, com pulmões machucados e ossos quebrados.
Em 2006, Lauda explicou em uma entrevista que anteriormente ele sempre usava um capacete da Bell, mas para a temporada de 1976 a AGV havia desenvolvido um novo capacete mais leve e confortável, e Lauda o testou. O capacete AGV se ajustou muito pouco. Ele acredita que o capacete Bell não teria voado para longe.
Lauda recebeu um pagamento de alta remuneração da AGV.

## Pesquisa e inovações
- 1954 - Primeiro colocado: Capacete de segurança italiano em fibra de vidro
- 1956 - Primeiro colocado: Jet crash helmet
- 1958 - Primeiro colacado: para usar publicidade na faixa
- 1967 - Primeiro colocado: Capacete integral italiano
- 1977 - A AGV patrocina a primeira pista móvel Clinic
- 2007 - A AGV Extreme Standards integrou o design técnico e a abordagem de construção
- 2012 - Começa a vender os primeiros capacetes Extreme Standards[16]
- 2017 - AGV Sportmodular, o primeiro capacete modular esportivo de carbono total

## Patrocínios
A AGV patrocina o seguinte:

### MotoGP
- Valentino Rossi
- Pol Espargaró
- Jack Miller
- Franco Morbidelli
- Joan Mir

### Moto2
- Jorge Martin
- Lorenzo Baldassarri
- Luca Marini
- Marco Bezzecchi
- Niccolò Bulega

### Moto3
- Andrea Migno
- Niccolò Antonelli
- Celestino Vietti Ramus
- Dennis Foggia
- Gabriel Rodrigo

### WSBK / Supersport
- Gabriele Ruiu

### BSB
- James Hillier
- Ryan Vickers
- Dan Linfoot

### Motard
- Thomas Chareyre

### Legendas
- Guy Martin
- Marco Lucchinelli
- Giacomo Agostini
- Troy Corser
- Manuel Poggiali
- Loris Capirossi